# La Picto-Charentaise
La Picto-Charentaise ist ein Straßenradrennen im Frauenradsport in Frankreich.
Das Eintagesrennen wurde erstmals im Jahr 2016 als Rennen des nationalen Kalenders ausgetragen. Seit der Saison 2019 steht das Rennen im Rennkalender der UCI und ist in die Kategorie 1.2 eingestuft. 2024 hat es erstmals die Einstufung 1.1. Die Strecke führt auf hügeligem Kurs von Poitiers nach Châtellerault in der Region Nouvelle-Aquitaine in Zentralfrankreich.
Einzige Fahrerin mit zwei Siegen ist bisher Gladys Verhulst-Wild in den Jahren 2019 und 2023.

## Palmarès
| Jahr | Siegerin             | Zweite              | Dritte             |          |
| ---- | -------------------- | ------------------- | ------------------ | -------- |
| 2016 | Greta Richioud       | Eugénie Duval       | Charlotte Bravard  |          |
| 2017 | Anabelle Dreville    | Roxane Fournier     | Victorie Guilman   |          |
| 2018 | Lauren Kitchen       | Maëlle Grossetête   | Pauline Allin      |          |
| 2019 | Gladys Verhulst-Wild | Lauren Kitchen      | Flávia Oliveira    |          |
| 2020 | abgesagt             | abgesagt            | abgesagt           | abgesagt |
| 2021 | Marta Lach           | Marta Bastianelli   | Laura Asencio      |          |
| 2022 | Marie Le Net         | Skylar Schneider    | Nathalie Eklund    |          |
| 2023 | Gladys Verhulst-Wild | Carlijn Achtereekte | Valentina Basilico |          |
| 2024 | Sheyla Gutiérrez     | Emma Norsgaard      | Eline Jansen       |          |
| 2025 |                      |                     |                    |          |